# Abuyazid Mantsigov
Abuyazid Mantsigov –en ruso, Абуязид Манцигов– (28 de julio de 1993) es un deportista ruso que compite en lucha grecorromana.
Ganó una medalla de oro en el Campeonato Mundial de Lucha de 2019 y dos medallas en el Campeonato Europeo de Lucha, oro en 2019 y bronce en 2017.

## Palmarés internacional
| Campeonato Mundial | Campeonato Mundial     | Campeonato Mundial | Campeonato Mundial |
| Año                | Lugar                  | Medalla            | Categoría          |
| ------------------ | ---------------------- | ------------------ | ------------------ |
| 2019               | Nursultán (Kazajistán) | Medalla de oro     | 72 kg              |
| Campeonato Europeo |                        |                    |                    |
| Año                | Lugar                  | Medalla            | Categoría          |
| 2017               | Novi Sad (Serbia)      | Medalla de bronce  | 71 kg              |
| 2019               | Bucarest (Rumania)     | Medalla de oro     | 72 kg              |